# Jacques Guyonnet
Jacques Guyonnet (geboren 20. März 1933 in Genf; gestorben 18. Mai 2018 ebenda) war ein Schweizer Komponist, Dirigent und Schriftsteller.

## Biographie
Jacques Guyonnet studierte an der Fakultät für Literatur und am Konservatorium in Genf. Zusätzlich besuchte er internationale Sommer-Kurse zu Neuer Musik in Darmstadt (1958/1960) sowie Unterricht in Komposition und Dirigieren bei Pierre Boulez (1959–1964).
Er gründete 1957 das Studio Musique Contemporaine de Genève (SMC), eine Vereinigung für Konzerte, inspiriert in seinen Anfängen vom Domaine musical, geleitet von André de Blonay. Guyonnet belebte das musikalische Leben in Genf während eines Vierteljahrhunderts; 1983 regte er die Auflösung von SMC an.
Im Jahre 1962 publizierte er den Artikel «J’accuse Ernest Ansermet» (deutsch: «Ich klage Ernest Ansermet an»). Dieser sei der «Mörder» einer ganzen Generation von Komponisten. Die zwei veröffentlichten Seiten traten eine Polemik in der ganzen Stadt los und wurde von verschiedenen Musikwissenschaftlern und Philosophen aufgenommen, darunter auch Jean-Claude Piguet.
1963 erhielt Guyonnet sein Brevet als Tauchinstruktor.
Im Jahre 1964 war er musikalischer Berater für die Expo 64, die Schweizerische Landesausstellung in Lausanne. Im gleichen Jahr eröffnete er die Studios A.R.T. (Audio und Video), die er 2001 mit Geneviève Calame und Chris Pennyscate in MIDI, Informatik und virtuelle Kreation umwandelte. Hier bildete er Peter Greenwood, Jacques Lacour und Christian «Wicked» Wicht in den Bereichen Audio, Video und Informatik aus.
Zwischen 1964 und 1969 gab er Konzerte sowie Kurse und unterrichtete in den USA. Er erteilte namentlich Kurse an den Universitäten New York, Buffalo und Illinois. Zudem absolvierte er eine Konzert-Tournee mit dem Solisten-Ensemble von Lukas Foss, mit einem Schlusskonzert in der Carnegie Hall in New York.
Er schuf verschiedene Werke unter dem Namen «Jacques Olivier», darunter die Filmmusik zu La Lune avec les Dents (1966) und Haschich (1967) von Michel Soutter, sowie Charles mort ou vif (1969) von Alain Tanner.
1972 heiratete Guyonnet Geneviève Calame. Das Ehepaar hatte zwei Kinder.
Im Lauf seiner Karriere wurde er von einigen Orchestern als Chefdirigent eingeladen, darunter die Philharmonie Stuttgart (1972–1984), die Philharmonie Prag (1981) und das Nationalorchester von Brasilien (1984, Salle Cecilia Meireles in Rio de Janeiro). Er unterrichtete auch an der Musikhochschule Zürich (1981–1983).
Er war ab 1971 Mitglied der Kommission für Musik des vierjährigen Preises der Stadt Genf. 1978 wurde seine Wahl aufgrund der Intervention einer Politikerin annulliert. Beim internationalen Treffen 1977 auf Teneriffa war er Delegierter von Radio Suisse Romande. Er präsidierte als bisher einziger Schweizer die Internationale Gesellschaft für Neue Musik (ISCM) von 1975 bis 1981, wie auch die Musikkommission des Europarates für die Vorbereitung des «Europäischen Jahres der Musik» und er war auch Experte für den Europarat von 1985 bis 1987.
1993 starb seine Frau Geneviève Calame, die eng mit ihm zusammen gearbeitet hatte, in Mexiko.
Guyonnet gründete 1999 den Verlag «Éditions La Margelle» und begann eine zweite Karriere als Schriftsteller, mit 32 publizierten Romanen und Essays. Er publizierte den Online-Katalog der SMC-Konzerte (2010), einen Katalog Gefasel mit literarischen Werken (etwa 60 unpublizierte Texte), Elektro-Songs (von 2001 bis 2013, 30 Werke und Muster elektronischer Musik), Le Jigéen mit Alina Gomez (2013) und einen Online-Katalog seiner Arbeiten sprachlicher Kreation in seinen Romanen. Sein musikalisches Werk zählt 63 Kompositionen, die in einem Sachregister angelegt sind.
Er führte auch verschiedene andere Projekte: Einen Pilotkurs MUSINFO für das Erziehungsministerium mit der Unterstützung der IRCAM/Centre Pompidou (1970) mit Giuseppe di Giugno; und er gründete eine Akademie AutreTerre (2012), die Persönlichkeiten aus der Schweiz und aus Frankreich empfing.
Jacques Guyonnet starb am 18. Mai 2018 in Genf.

## Werke

### Schriften
Theorie, Ästhetik
- Structure et Communication. Collection des Cahiers Renaud/Barrault. Julliard, Paris 1961.
- D’Est en Ouest. The World of Music, CIM, UNESCO, 1963.
- mit Gilbert Métraux: Essai pour une méthodologie de l’enseignement de la musique à la génération actuelle. DIP/CRPP, 1971.
- Informer, Former, Réformer. Europarat (1974).
- Musique et Architecture. Fakultät für Architektur, Genf 1976.
- About a new function of traditional instruments in broadcasting. European Broadcasting Conference (EBU), Teneriffa.
- J’accuse Ernest Ansermet. In: Journal de Genève. 1966. Und: Ansermet Re-suscité. In: Repères, Revue romande trimestrielle, Nr. 7, 1983.
- L'Œil du Cyclone. Europarat, Strassburg 1984. Veröffentlicht in: Politiques Culturelles and Construire (Wochenmagazin, Schweiz)
- INSOMNIA 84. Rapport vidéo pour René Berger. Auftrag des Institut d’Études et de Recherche en information visuelle, Lausanne 1984.
- Ginastera „Le Fondateur“. In: Repères, Revue romande trimestrielle, Nr. 8, 1984.
- Informatique et créativité musicale. In: Pour une informatique consciente. Presses polytechniques romandes, 1985.
- Le Jardin aux sentiers qui bifurquent. Europarat, Strassburg 1985.

### Musikalische Werke
Das gesamte aufgenommene Werk:
- Op 1: Prélude à la mer. Für Orchester und Chor. 1955. (Souvenir de Perros Guirec)
- Op 2: Musique de scène pour Alceste. (Für die Fakultät für Literatur Genf) 1956.
- Op 3: Musique de scène pour Léonce et Léna. 1957. (Für François Simon.)
- Op 4: Terre dans le ciel. Kammeroper. Libretto von Michel Soutter; UA Orchester Collegium academicum, Robert Dunand (Dir.) 1958.
- Op 5: Suite sérielle. Für Kammerensemble 1958 .
- Op 6: Monades I. Für Kammerorchester 1958
- Op 7: Polyphonies I, II, III. 1959/1960. Für Viola, Flöte, Klavier; 2 Klaviere ; Viola, Föte, 2 Klaviere. Universal Éditions (Wien)/Paris 1960.
- Op 8: Monades II. 1959/1960, „À Pierre Boulez“. Paris 1961. Pierre Boulez; Éditions ART, Genf.
- Op 9: Monades III. 1961. Für Hans Rosbaud. Auftrag des Festivals Donaueschingen 1961, unter der Leitung von Hans Rosbaud (Südwestfunk Orchester). Éditions ART, Genf.
- Op 10: En trois éclats! 1964. Für und nach Pierre Boulez. Für Klavier und Kammerorchester. Éditions ART, Genf 1966
- Op 11: I Livre III. für Klavier, für Jean Derbès. 1965.
- OP 12: Stèle in memoriam J.F.K. 1965. Für Kammerorchester und Elektronik. Éditions ART, Genf
- Op 13: The Approach to the Hidden Man I. 1967. Éditions ART, Genf 1968.
- Op 14: 7 Portes du Temps. 1966. Drei Stücke für Symphonieorchester. Éditions ART, Genf 1967
- Op 15: The Approach to the Hidden Man II. 1968. Für Jorge Luis Borges. Éditions ART, Genf 1968.
- Op 16: n° 10 1968 V Let there be Events. Für drei Orchestergruppen und einen Dirigenten. Éditions ART, Genf.
- Op 17: Chronicles (A labyrinth for piano). Éditions ART, Genf 1969/1970.
- Op 18: Images 3/4 du siècle. 1970. Ballettmusik. Rock und Elektronik. Éditions ART, Genf.
- Op 19: Good Grief Jerry. 1970. Für Jerry, Alfonso, Elaine und Anne-Laurence. Éditions ART, Genf.
- Op 20: Le Livre III. 1970. Elektronik, Posaune und Bassflöte. Éditions ART, Genf.
- Op 21: A Single R*. 1971. Für Serge Collot. Éditions ART, Genf 1972.
- Op 22: Le Chant remémoré. Éditions ART, Genf 1972.
- Op 23: Chorus III. 1972. A semi mobile. Für Vokalquartett, Flöte, Posaune, Synthesizer, Schlagzeug. Éditions ART, Genf 1972.
- Op 24: Die Wandlung (Le Livre des Mutations). (Unterstützt von der Stiftung Pro Helvetia). The ART Publishing, Genf 1973.
- Op 25: Beethoven et le Labyrinthe. Reelle und falsche Beethoven-Skizzen. The ART Publishing, Genf.
- Op 26: III Mémorial pour Artémis Calame. 1974. (4 Trompeten / 4 Posaunen). The ART Publishing, Genf.
- Op 27: IV Les Seigneurs de la Culture. 1974. (Video. N/B, 1/2"). The ART Publishing, Genf.
- Op 28: V Les Enfants du Désert. 1974. Für Geneviève Calame. The ART Publishing, Genf 1975.
- Op 29: 1974 VII Variations sur un thème d’Anton Webern. The ART Publishing, Genf.
- Op 30: 1974 XII Lucifer Photophore. (A color video tape on interaction between music and synthesized image). The ART Publishing, Genf.
- Op 31: 1975 III Lucifer Photophore. Für Paul Sacher. Éditions ART Genf 1976
- Op 32: Maria Besta Sabida. Video. The ART Publishing, Genf
- Op 33: 1975 IX Chronicles II. Éditions ART, Genf.
- Op 34: Zornagore: une Saga. 1976. À Michel Butor. Gedicht, für Symphonieorchester und Recital. Text von Michel Butor. Éditions ART, Genf
- Op 35: Immémoriales. 1976. Für Klavier und Elektronische Klänge. Éditions ART Genf.
- Op 36: Les Seigneurs de la culture. Videosequenz pour René Berger
- Op 37: Les profondeurs de la Terre. 1977. A poem, für Sinfonieorchester; UA: Victoria Hall Genf, Stuttgarter Philharmonisches Orchester, Jacques Guyonnet (Dir.). 17 min. Éditions ART Genève.
- Op 38: Ombre 1979 «A mes amis les Ombrephontes de mer». UA: Victoria Hall Genf, Stuttgarter Philharmonisches Orchester, Geneviève Calame (Sol.), Jacques Guyonnet (Dir.) Neue Fassung: Prague Philharmonic, Dezember 1981. 19 min. Éditions ART, Genf.
- Op 39: El mar la mar. (sons électronique)
- Op 40: 1979. VI Tempi soli. Vier Stücke für Kammerorchester. Auftragswerk B.A.T. Foundation. UA: Olten, AMS-Festival. Walter Ochsenbein (Dir.) 13 min. Éditions ART, Genf.
- Op 41: Les Dernières Demeures. Auftragswerk der Tonhalle-Gesellschaft Zürich. UA: Zürich, Tonhalle-Orchester, Gerd Albrecht (Dir.) 16 min. ART Publishing, Genf.
- Op 42: 1979. XII Anagramme sur le nom de Geneviève Calame. Für 4 Blechbläser und gemischten Chor. UA: Conservatoire Populaire-Serie, Genf. 1 min 15 s. ART Publishing, Genf 1980.
- Op 43: 31 Harmonique-Souffle „A Alberto Ginastera“. To the solist of the International Chamber Orchestra. (1/1/1/1 2/2/2 / pno 2 perc). UA: International Chamber Orchestra, Jacques Guyonnet (Dir.). 18 min. ART Publishing, Genf.
- Op 44: 1980/1981. Electric Sorcerers. (The Network story). Sketches for a rock opera. For : Gitarre, Bassgitarre, Schlagzeug, Synthesizer, Elektronik, Streichorchester, Perkussion und 4 Stimmen. Aufn. WDR, München/Genf/Köln. Solist: J .L. Parodi, J. Guyonnet; The Headlines voice quartett. Jacques Guyonnet (Dir.), WDR-Streichorchester. Technique on 46 tracks. 62 min. The ART Publishing, Genf.
- Op 45: Les Cinquante Jeudis du Professeur Sombrepotim Génie du Crime. Eine Radioserie, 50 × 30 min, «für Kinder und andere». Sprecher: Gregory Frank. 1980.
- Op 46: 1981 14:05 D'Est en Ouest (une fusion ?). Roop Verma gewidmet. A music for two indian solists and a group of rock players, female voice, guitar, bass guitar, 2 synthesizers, drums and electronic sounds. 35 min. ART Publishing, Genf.
- Op 47: 1982 10:09 (Le jour le plus court) Une ambiance de film pour Pierre Kast.
- Op 48: La Cantate Interrompue «In memoriam Alberto Ginastera». 1983. Für 2 Klaviere, 2 Synthesizer DX7, Blechbläserquartett, Schlagzeug und Sprecher. UA: Victoria Hall Genf, SMC-Solisten, Edward Tarr Brass Ensemble.
- Op 49: La Cantate Interrompue. 1986. Fassung für 11 Solisten und Grosses Streichorchester, 2 Klaviere, 2 Synthesizer DX7, Blechbläserquartett, Schlagzeug, Sopran und Sprecher. UA: Victoria Hall Genf, SMC mit François Rochaix (Sprecher).
- Op 50: Base / Anabase. 1986. Für Klavier und grosses Kammerorchester.
- Op 51: Un soupir pour Aurore. 1991. (Auftragswerk Aurore Ginastera u. Kennedy Center) Für Violoncello und Klavier.
- Op 52: Le Motard. 1986. (Pour Marie-Pierre). Rock-Chanson.
- Op 53: Les Angiospermes. 2003. Un opéra parlé Comédie de boulevard sur fond de fin du monde. Für 6 Schauspieler und grosses Kammerorchester. Rollen: Josefina, Alma (les Angiospermes), Aline femme de ménage alias Apocaline, Celsius (un amoureux transi), Jacques le prisonnier, Dieu alias Monsieur Borgès.
- Op 54: Suite Baroque. Sätze: Vivo – Largo – Finale. 2004. Für Cembalo, Klavier und Streichorchester.
- Op 55: Fugue recommencée. Für Klavier. 2004.
- Op 56: A small Bang. Für Klavier. 2005.
- Op 57: Les Electro songs. (Parlez-vous français? Une genèse pour René. Are you so sex? Atmos Anima. La voix ensevelie. Mes hommes à moi. Le Vieux de la montagne. De la vivisection amoureuse.) 2005.
- Op 58: Chaconne too. (électro) 2006.
- Op 59: Alpha Shadow. Für Klavier. 2007.
- Op 60: La De Montenach suite (À Parissa).

### Literarische Werke
- Op 1: Idéale Maîtresse, Les aventures de Lilith. 1999.
- Op 2: On a volé le Big Bang, Trilogie Fréquence Femme I. 2000.
- Op 3: Les Culs (Une promenade parisienne) Trilogie Fréquence Femme II. 2001.
- Op 4: La Tempête Trilogie Fréquence Femme III. 2011.
- Op 5: Sauve qui peut l’Amérique (1776–2015). Trilogie Chandro I. 2002.
- Op 6: L’Amérique brûle-t-elle? Trilogie Chandro II. 2003.
- Op 7: L’Origine Elle Trilogie Chandro III (mit: Les Angiospermes, théâtre, un opéra parlé. 2003).
- Op 8: H sur Genève (Histoire vraie de Mirabelle LaNuit suivie des Derniers Instant de la cité de Calvin). 2004.
- Op 9: Mais qui s’est tapé Molly Schmoll? (Pourquoi Dieu existe et n’existe pas). 2005.
- Op 10: L’été Jolene, (Quatuor et Saga de Manküngrif’), 2006
- Op 11: La Déesse de Grattavache (Le vol de Diamant Noir).
- Op 12: Le 12e Évangile (Les femmes préfèrent les femmes).
- Op 13: Les plus belles jambes du (Transchronik phone). 2010.
- Op 14: Le verre de l’Apocalypse. 2010
- Op 15: Les Angiospermes, théâtre. révision 2011.
- Op 16: Silent Idol et autres textes (But… Who has stolen the code?) März 2011.
- Op 17: Une semaine bien remplie.
- Op 18: The Plot (une Bédé style 60/70).
- Op 19: Une soirée avec Faustus (unveröffentlicht).
- Op 20: Catalogue déraisonné des opus, couvertures et des livres fantômes, ensemble des textes écrits depuis. 1951.
- Op 21: Libérez Dieu! (Ballaloum Gafor).
- Op 22: Chers immortels! (Candidature officielle à l’Académie française)
- Op 23: mit und für Alina Gomez: Je ne te dis pas!
- op 24: Requiem pour Wolinski.
- Op 25: Quatre fantaisies (24 S.: 1) Chers immortels! (Candictature à l’Académie française) 2) La Semaine furieuse de Jacques Guyonnet (solo) 3) Pauline de Picardie (théâtre: un acte imaginaire) 4) Les «Unes».
- Op 26: Catalogue de la colère et des vecteurs féminins. (März 2016).
- Op 27: Je resterai avec toi jusqu’au bout du monde.
- Op 28: Je ne suis qu’un copiste (comme mon pote Mozart).
- Op 29: Mort, liberté, révolution.
- Op 30: Réception de François Gonet à l’Académie AutreTerre.
- Op 31: Réception de Guillaume Chenevière à l’Académie AutreTerre.
- Op 32: Réception de Nicolas Junod à l’Académie AutreTerre.